# Зак, Яков Израилевич

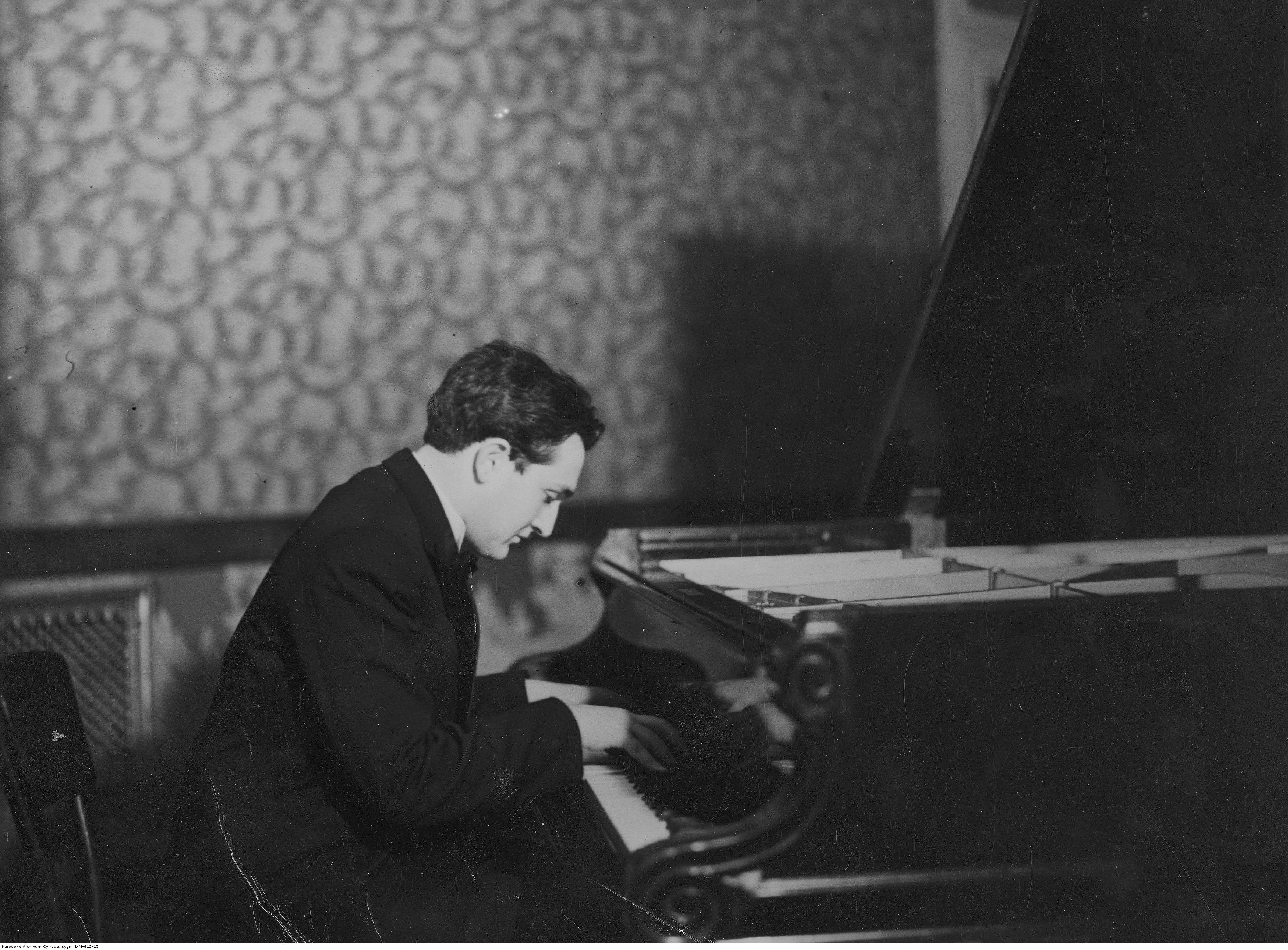
Яков Зак 1937

Я́ков Изра́илевич Зак (20 ноября 1913, Одесса — 28 июня 1976, Москва) — советский пианист, педагог. Народный артист СССР (1966).

## Биография
Родился 7 (20) ноября 1913 год в Одессе, в семье проскуровского мещанина Сруля-Герша Зельмановича Зака (1875—?) и Шейвы Аврум-Беровны Зак (в девичестве Солитренник; 11 января 1878, Каменец-Подольский —?), дочери меджибожского мещанина. Родители заключили брак там же 17 марта 1902 года.
Окончил Одесский музыкально-театральный техникум (ныне Одесское училище искусств и культуры им. К. Ф. Данькевича). В 1930—1932 годах учился по классу специального фортепиано в Музыкально-драматическом институте им. Л. ван Бетховена (ныне Одесская национальная музыкальная академия имени А. В. Неждановой) у М. М. Старковой, а также у Н. Н. Вилинского по классу специальной гармонии и полифонии, камерным ансамблем занимался под руководством П. С. Столярского. В 1932—1935 годах совершенствовался в Школе высшего художественного мастерства Московской консерватории имени П. И. Чайковского по классу Г. Г. Нейгауза.
Первый концерт пианиста состоялся в 1935 году, в том же году он завоевал третью премию на II-ом Всесоюзном конкурсе музыкантов-исполнителей . Мировую известность получил, одержав победу на III-ем Международном конкурсе пианистов имени Ф. Шопена в Варшаве (ему также был присуждён специальный приз за лучшее исполнение мазурок композитора).
Кроме сольных выступлений, играл в ансамбле с Квартетом Большого театра и в фортепианном дуэте с Э. Г. Гилельсом.
Гастролировал по СССР и за рубежом (Великобритания, Нидерланды, Бельгия, Франция, Финляндия, Швейцария, США, Канада, Бразилия, Португалия, Венгрия, ГДР, Польша, Болгария, Чехословакия, Югославия, Румыния).
С 1935 года преподавал в Московской консерватории (с 1947 — профессор, с 1965 — заведующий кафедрой фортепиано). Среди его учеников — Н. А. Петров, Т. Г. Смирнова, Э. К. Вирсаладзе, С. О. Навасардян, Е. Г. Могилевский, В. П. Афанасьев, В. Бакк, К. Илиэску, Т. Л. Колосс, Г. Г. Мирвис, А. К. Черкасов, П. Г. Квернадзе, Л. Б. Тимофеева. Член ВКП(б) с 1943 года.
Был членом жюри многих конкурсов, в том числе Международного конкурса пианистов имени Ф. Шопена (1955, 1960).

Могила Зака

Умер 28 июня 1976 года в Москве. Похоронен на Кунцевском кладбище.

## Награды и звания
- Лауреат II-го Всесоюзного конкурса музыкантов-исполнителей (1935, Ленинград, 3-я премия)
- Лауреат III-го Международного конкурса пианистов имени Ф. Шопена (1937, Варшава, 1-я премия, специальный приз за исполнение мазурок — посмертная маска Ф. Шопена).
- Народный артист РСФСР (1964)
- Народный артист СССР (1966)
- Орден Трудового Красного Знамени (28.12.1946)
- Два ордена «Знак Почёта» (27.04.1937 — за исключительные успехи в области музыкального искусства, 17.11.1949[8])
- Медаль «За доблестный труд в Великой Отечественной войне 1941—1945 гг.»
- Медали.

## Творчество
Игра Я. Зака характеризуется виртуозностью, деликатностью подхода к произведению и художественной глубиной. Обладал огромным репертуаром. Он — первый исполнитель многих произведений советских композиторов, среди которых 1-й концерт для фортепиано с оркестром Е. К. Голубева, концерт для фортепиано с оркестром Ю. А. Левитина, 3-я соната Д. Б. Кабалевского, 3-я соната В. А. Белого, сюиты для фортепиано М. В. Коваля, М. И. Чулаки и других авторов.
Его репертуар включал сочинения Л. ван Бетховена, Ф. Шопена, Ф. Шуберта, И. Брамса. Исполнял также редко звучащие произведения (в том числе, все фортепианные концерты Н. К. Метнера).
Им сделаны записи сочинений С. Прокофьева, С. Рахманинова, М. Равеля, С. Василенко.
Написал ряд статей и методических работ о фортепианном исполнительстве — «О некоторых вопросах воспитания молодых исполнителей», «Встречи и воспоминания», статей о творчестве советских пианистов — М. Юдиной, Р. Тамаркиной, Г. Нейгауза, В. Софроницкого, Д. Ойстраха и др.